# Philodendron deflexum
Philodendron deflexum là một loài thực vật có hoa trong họ Ráy (Araceae). Loài này được Poepp. ex Schott miêu tả khoa học đầu tiên năm 1856.